# سیارک ۳۲۵۰
سیارک ۳۲۵۰ (به انگلیسی: 3250 Martebo، نامگذاری:1979EB) سه هزار و دویست و پنجاهمین سیارک کشف شده‌است که در ۶ مارس ۱۹۷۹ کشف شد.
قدر مطلق سیارک برابر ۱۱٫۴۰ است.